# Криштопанс, Вилис Янович
Вилис Криштопанс (латыш. Vilis Krištopans, в советских документах Вилис Янович Криштопанс; род. 13 июня 1954, село Ярково, Омская область) — латвийский государственный и политический деятель. Депутат Европейского парламента с 16 июля 2024 года.
Министр по государственным доходам в 1993—1994 годах, министр сообщения в 1995—1998 годах, премьер-министр в 1998—1999 годах, депутат 5-го, 6-го, 7-го, 8-го и 14-го Сеймов (сначала от «Латвийского пути», 8-го — от СЗК, 14-го — от «Латвия на первом месте»).

## Биография
Семьи обоих родителей Криштопанса были высланы в Сибирь в ходе мартовской депортации 1949 года. Отец Янис Криштопанс (1924—2022) служил в Латышском легионе СС и затем участвовал в борьбе с советской властью в составе отряда лесных братьев, он происходит из села Большое Медишово (Lielā Medišova) Мердзенской волости. Mать Валерия Барковская (1930—2011) родом из Берзкалнишей Айзкалнской волости. Родители познакомились в Сибири и поженились в 1952 году. В 1959 году семья вернулась в Латвию.
Вилис в 1980 году окончил архитектурно-строительный факультет Рижского политехнического института. В том же году вступил в КПСС, но через семь лет вышел из партии.
В 1989 году начал заниматься предпринимательством, учредил кооператив, занимался оптовой торговлей цветами.
Создал деревообрабатывающую фирму «Dardedze», стал вице-президентом латвийско-ирландского СП «Interbaltija», которое в 2008 году продал исландскому Wine Holdings.
В 1994 году учредил частный банк Deutsch-Lettische Bankа и стал его главным акционером. В это время он также являлся совладельцем ряда других предприятий.
С 2008 года состоит в списке миллионеров Латвии.
В последние годы живёт преимущественно в Америке. Поддержал избрание Дональда Трампа на президентский пост и признается, что является его почитателем с 1990-х годов, когда прочитал его книгу The Art to Come Back про бизнес недвижимости, которая ему очень помогла в этом бизнесе. Криштопанс дважды встречался с Трампом и вынашивал идею создать вместе с ним гольф-клуб в Латвии.
С подачи своего друга Юлия Круминьша являлся одним из спонсоров фестиваля Лаймы Вайкуле «Рандеву», заменившего «Новую волну» после её ухода из Юрмалы.

## Политическая деятельность
В 1992 году Вилис Криштопанс стал одним из учредителей влиятельного «Клуба 21», ставшего затем ядром созданной теми же учредителями партии «Латвийский путь».
От этой партии избирался в V, VI и VII Сейм.
Был министром государственных доходов в кабинете Валдиса Биркавса, министром сообщения в первом и втором правительстве Андриса Шкеле, а также правительстве Гунтара Краста.
В 1998 году возглавил правительство, однако летом 1999 году подал в отставку.
В 2002 году избран в VIII Сейм от Союза зелёных и крестьян, не будучи членом этой партии. В дебатах этого Сейма ни разу не участвовал.
После 2006 года отошёл от политики. Проживал в США.
В 2021 году вернулся в латвийскую общественную жизнь с острыми комментариями на политические темы, а 14 августа вошёл в число учредителей и правление созданной Айнаром Шлесерсом новой партии «Латвия на первом месте», номинирован в теневом кабинете как министр финансов.

## Семья
Супруга — Айя Криштопане, сыновья Каспарс и Кристапс, дочь Николь.

## Спорт
Вилис Криштопанс в молодости занимался баскетболом, был игроком рижского клуба ВЭФ (1972—1982), затем его тренером (1982—1989) и главным тренером (1989—1990) .
В последние годы Криштопанс стал заядлым гольфистом, выиграл шесть чемпионатов Латвии.